# Etty Lau Farrell
Etty Lau Farrell (nacida como Etty Lau nacida el 10 de diciembre de 1974, Hong Kong) es una actriz y cantante, vocalista de la banda de Satellite Party, ella se hizo famosa tras participar en la serie Married to Rock. También participó como bailarina profesional en la industria del cine y la música de Hong Kong.

## Biografía
Nació en Hong Kong, y más adelante se trasladó a Bellevue, Washington, EE. UU. con su familia a la edad de diez años. Se formó como bailarina clásica en la "Royal Academy of Dance", "Pacific Northwest Ballet", y "Cornish College of the Arts" y, a la edad de 18 años, ganó una beca para estudiar en el Centro de "Edge Performing Art" en Los Angeles, California.

## Con Jane's Addiction
Etty, junto a su esposo y compañero de su banda, Perry Farrell, la banda Jane's Addiction que se encontraba de gira en 1997. Posteriormente, ella había sido una bailarina destacada por la banda, durante una gira llamada, "Tour Strays" en Lollapalooza. Así como un proyecto en solitario por parte de Perry Farrell, quien realizó un par de giras de presentaciones. La pareja se casó en junio de 2002. Ellos tienen dos hijos juntos llamados, Hezrón y Farrell Izzadore.
Los temas musicales pertenecientes al grupo Jane's Addiction como "Wrong Girl", "Superhero", "To Match the Sun" y "Cling to You", fueron escritos para que lo cantara Etty. Ella es actualmente la vocalista de Satellite Party.

## Televisión
El 7 de noviembre de 2010, Etty debutó en una serie televisiva difundida por el canal, Married to Rock.